# Arctosa brevispina
Arctosa brevispina là một loài nhện trong họ Lycosidae.
Loài này thuộc chi Arctosa. Arctosa brevispina được Roger de Lessert miêu tả năm 1915.